# Політехнічний інститут (станція метро)
50°27′3″ пн. ш. 30°27′58″ сх. д. / 50.45083° пн. ш. 30.46611° сх. д.
«Політехні́чний інститу́т» — 6-та станція Київського метрополітену. Розташована на Святошинсько-Броварській лінії між станціями «Шулявська» і «Вокзальна». Відкрита 5 листопада 1963 року у складі другої черги метро.

## Конструкція
Конструкція станції — пілонна трисклепінна з острівною платформою.
Колійний розвиток: станція без колійного розвитку.

## Опис
Станція глибокого закладення, але конструкція її поновлена. Тут уперше застосовано не чавунні тюбінги, а залізобетонні — це винахід конструкторів київського проєктного інституту. Має три підземних зали — середній і два зали з посадковими платформами. Зали станції з'єднані між собою рядами проходів-порталів, які чергуються з пілонами. Середній зал з'єднаний з наземним вестибюлем за допомогою ескалаторного тунелю, в якому встановлено тристрічкові одномаршеві ескалатори. Наземний вестибюль з касовим залом вбудований у адміністративний будинок (архітектори І. Л. Масленков, Ю. Б. Тягно) по Берестейському проспекту, 35, в якому розміщується дирекція метрополітену. На стіні будинку над входом у метро була розміщена декоративна емблема з зображенням поїзда в обрамленні букви М, яку згодом замінили на рекламне табло.

## Оформлення
Інтер'єр станції відповідає вимогам того часу щодо боротьби з «надмірністю», доволі спартанський, мінімум мармуру, навіть карнизи на пілонах відсутні. Але форма пілонів перекликається з тодішніми загальними тенденціями (наука, космос). Цю тему підтримує барельєф під назвою «У космос» на торцевій стіні центрального залу роботи скульптора В. З. Бородая, архітекторів А. Краснянського, М. Й. Голода.

## Розташування
Станція розташована на Берестейському проспекті біля Національного технічного університету України «Київський політехнічний інститут імені Сікорського», Національного медичного університету ім. О. Богомольця та Київського зоопарку. У пішохідній досяжності — станція швидкісного трамвая «Політехнічна».

## Пасажиропотік
| Рік                           | 2009 | 2011 | 2012 | 2013 | 2014 | 2015 | 2016 | 2017 | 2018 |
| ----------------------------- | ---- | ---- | ---- | ---- | ---- | ---- | ---- | ---- | ---- |
| Пасажиропотік, тис. осіб/добу | 30,8 | 32,2 | 32,1 | 30,0 | 30,3 | 28,7 | 29,3 | 29,8 | 29,9 |

## Галерея

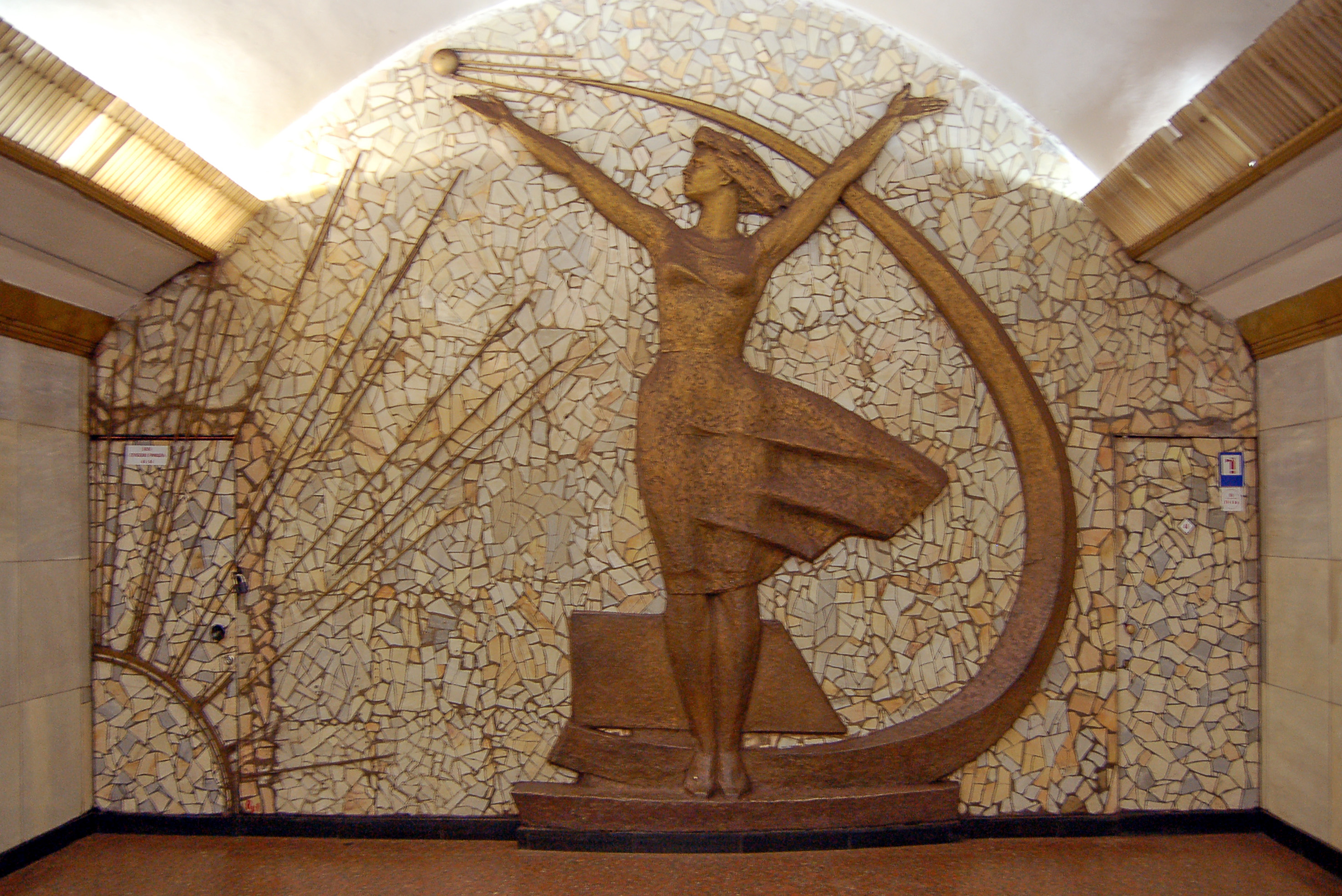
Барельєф у торці центрального залу
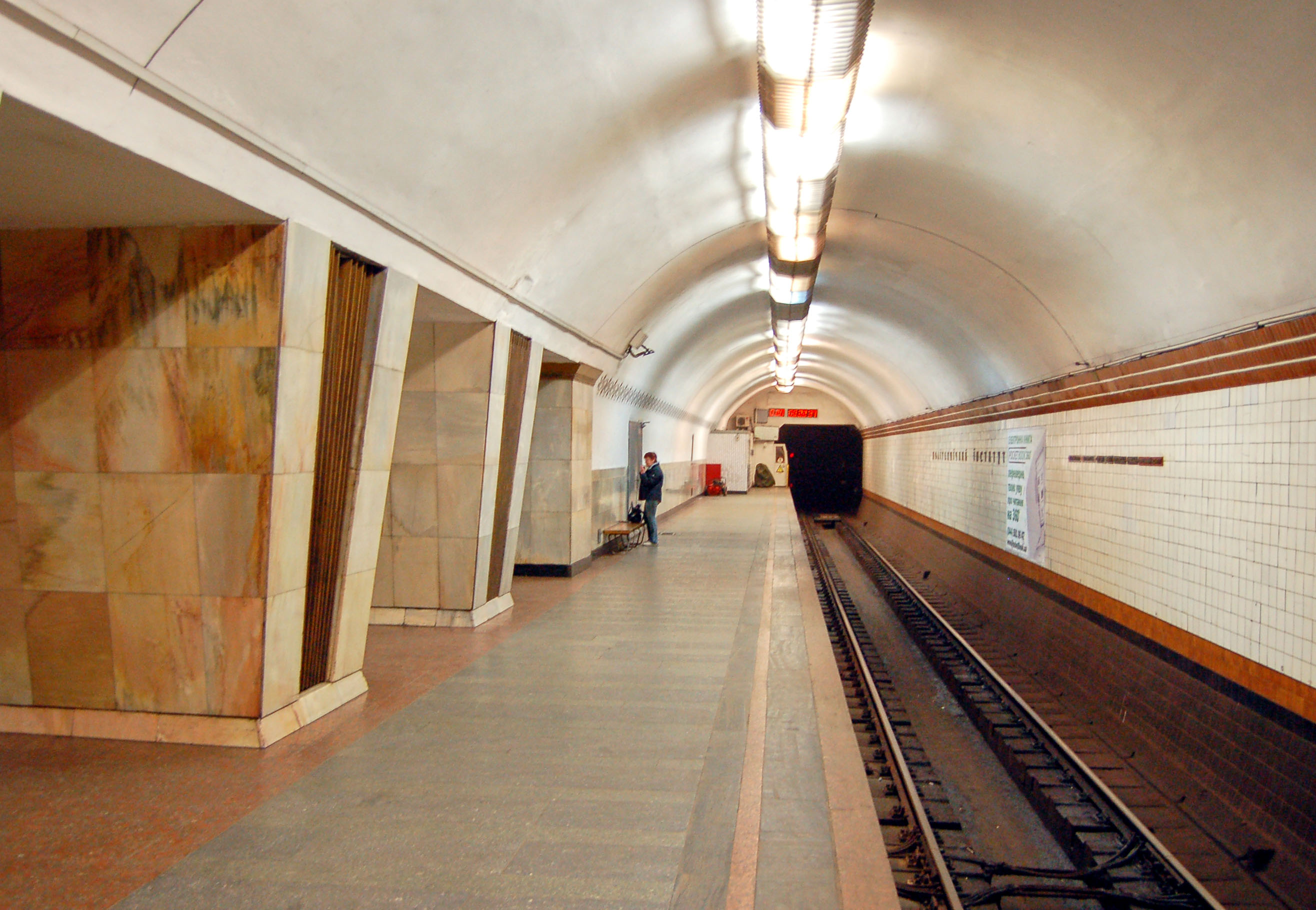
Посадочна платформа станції
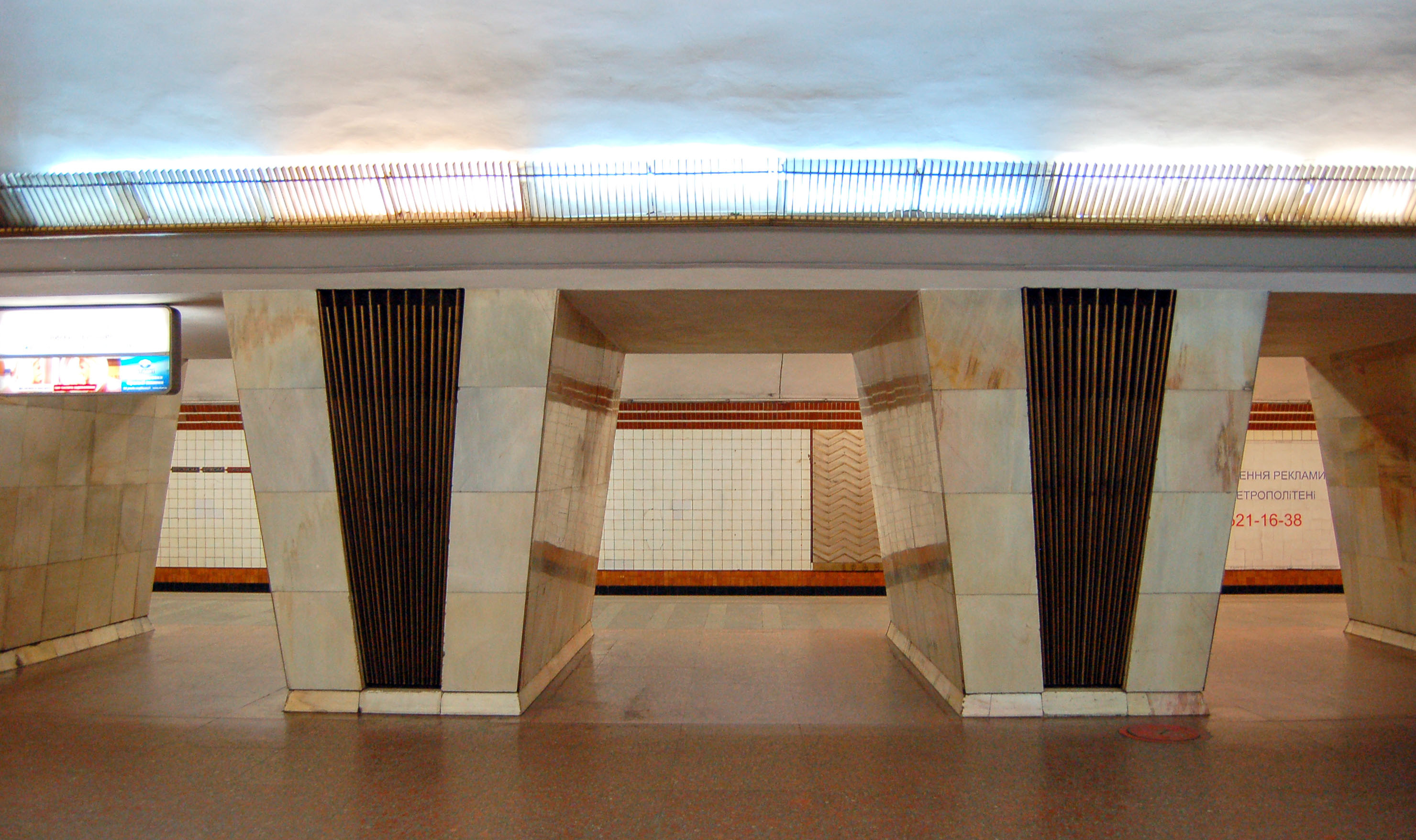
Форма пілонів
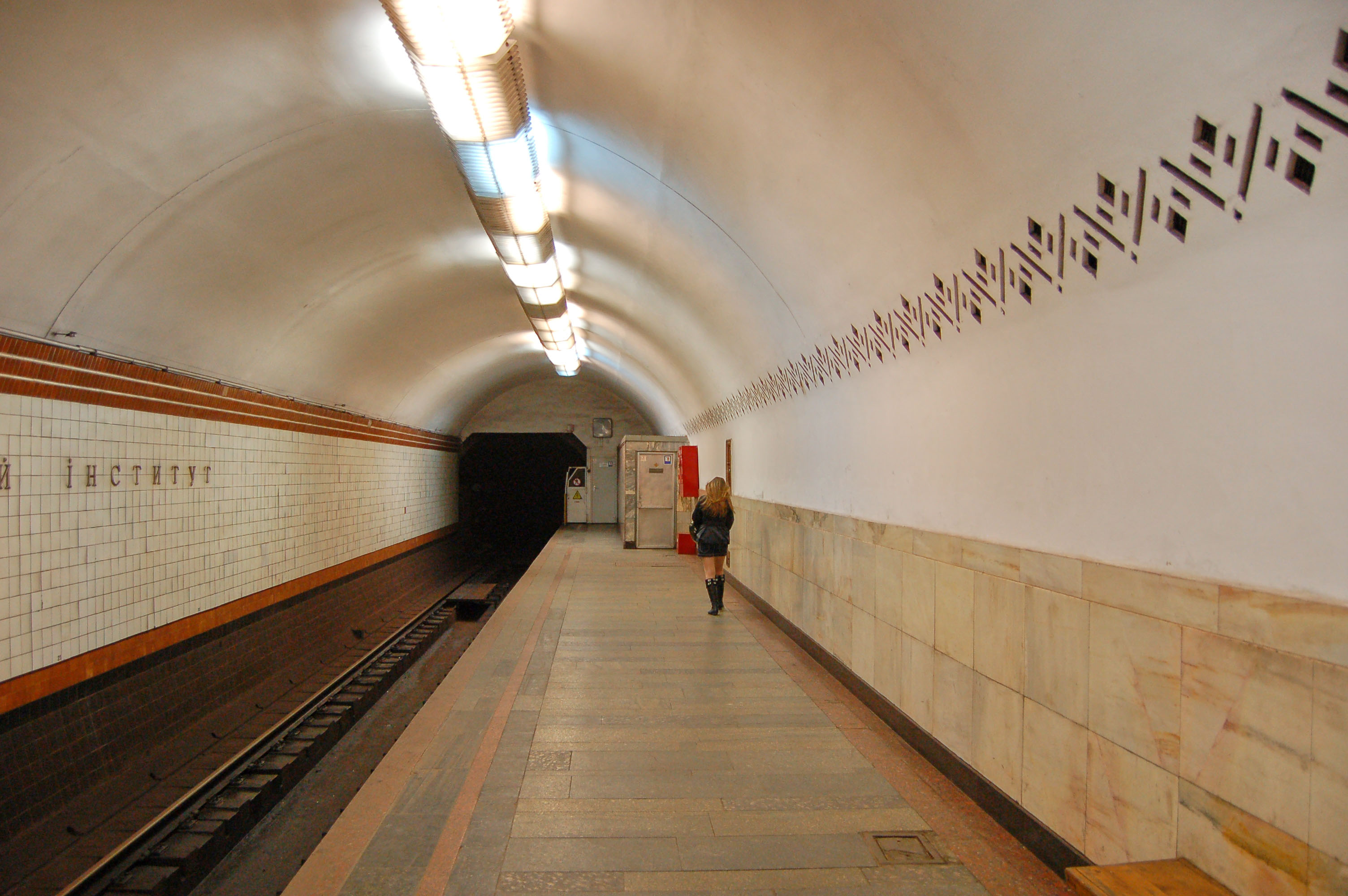
Орнамент на стіні платформи
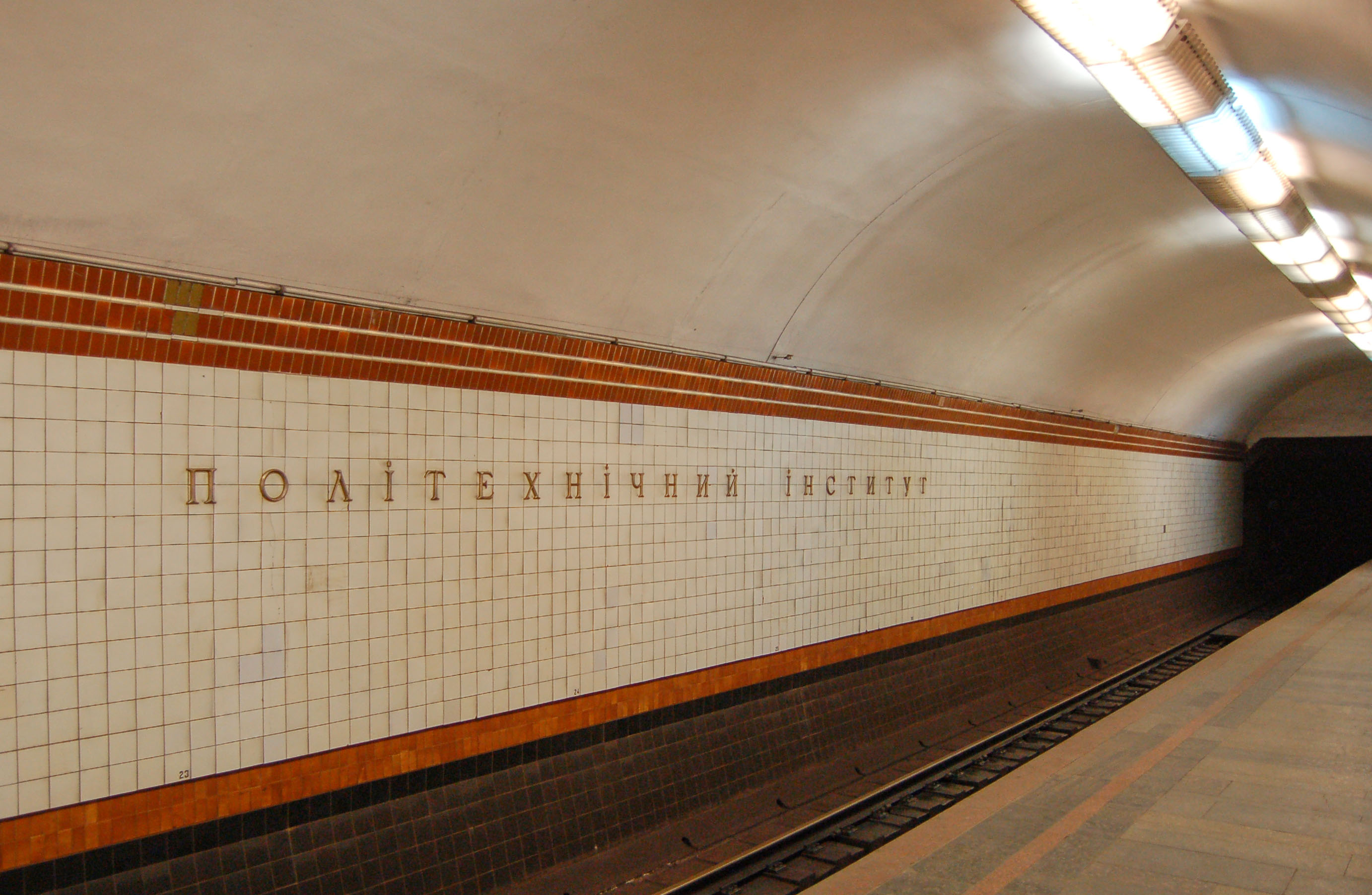
Назва станції на колійній стіні
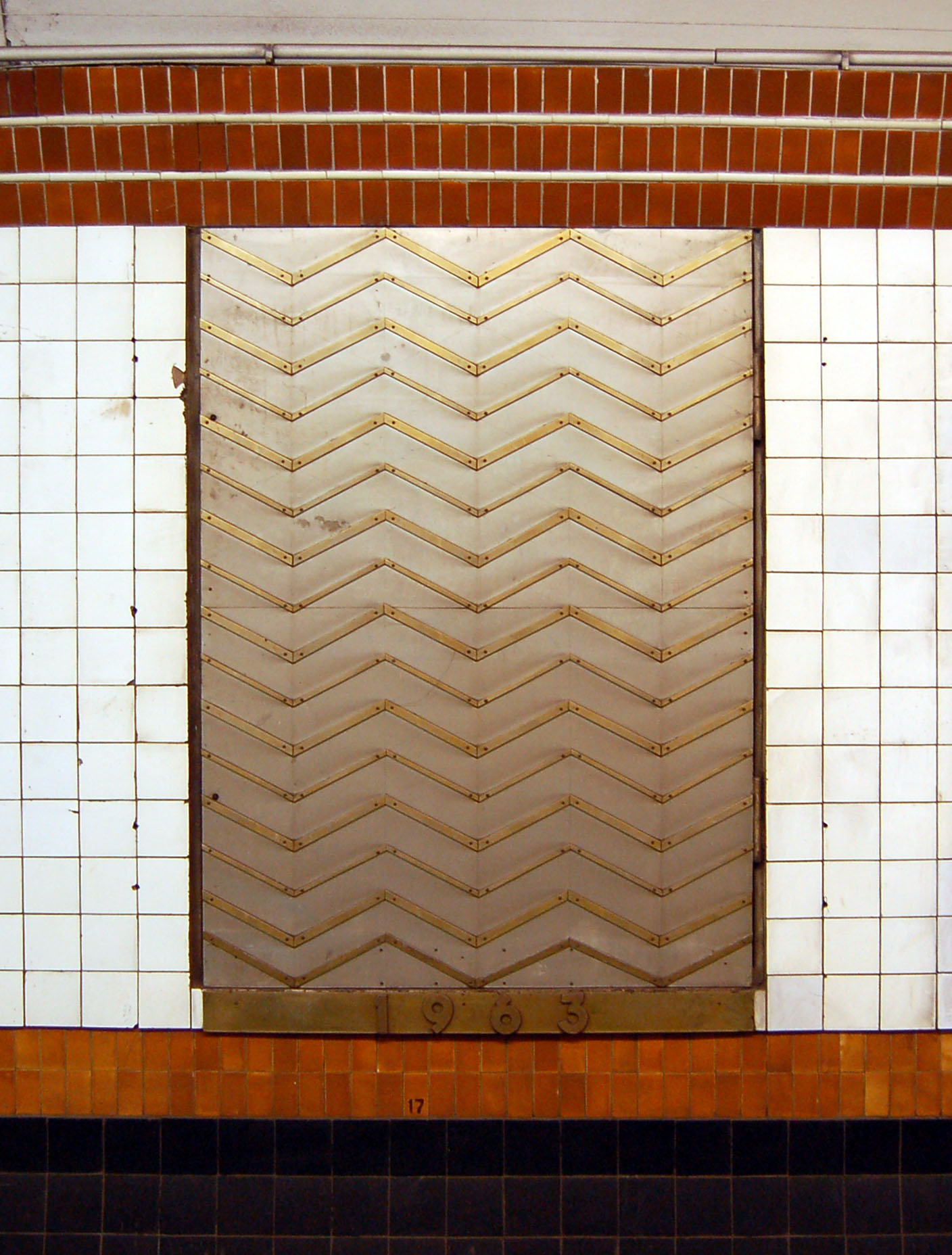
Дверцята на колійній стіні з зазначенням року відкриття станції
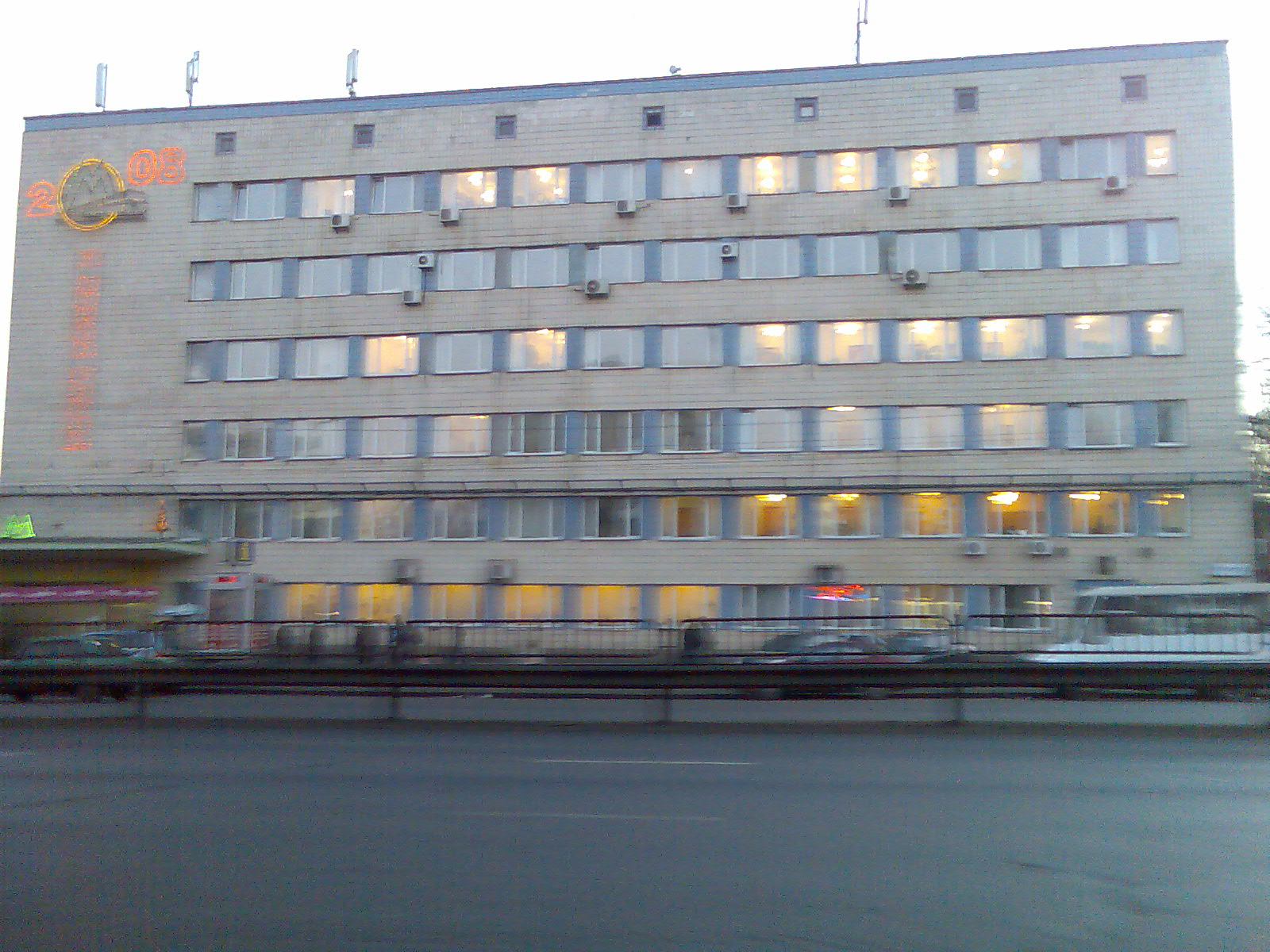
Наземний вестибюль

## Режим роботи
Відправлення першого потягу за призначенням:
- ст. «Лісова» — 05:53
- ст. «Академмістечко» — 05:57

Відправлення останнього потягу за призначенням:
- ст. «Лісова» — 00:19
- ст. «Академмістечко» — 00:29

Розклад відправлення потягів увечері (після 22:00) за призначеннями:
- ст. «Лісова» — 22:46, 22:58, 23:10, 23:21, 23:33, 23:44, 23:56, 0:07, 0:19
- ст. «Академмістечко» — 22:36, 22:48, 23:00, 23:10, 23:21, 23:31, 23:41, 23:51, 0:03, 0:16, 0:29